# Marcos Joaquim dos Santos
Marcos Joaquim dos Santos, noto semplicemente come Marcos (Caruaru, 14 settembre 1975), è un ex calciatore brasiliano, di ruolo difensore.

## Palmarès

### Club

#### Competizioni nazionali
- Campionato portoghese: 1

Sporting Lisbona: 1999-2000
- Segunda Liga: 1

Rio Ave: 1995-1996
- Campeonato Brasileiro Série B: 1

Atlético Mineiro: 2006
- Supercoppa dei Paesi Bassi: 1

PSV: 1998

#### Competizioni statali
- Campionato Baiano: 2

Vitória: 2002, 2003
- Campionato Mineiro: 1

Atlético Mineiro: 2007
- Copa do Nordeste: 1

Vitória: 2003